# Miracle eucharistique de Buenos Aires
 (janvier 2025).

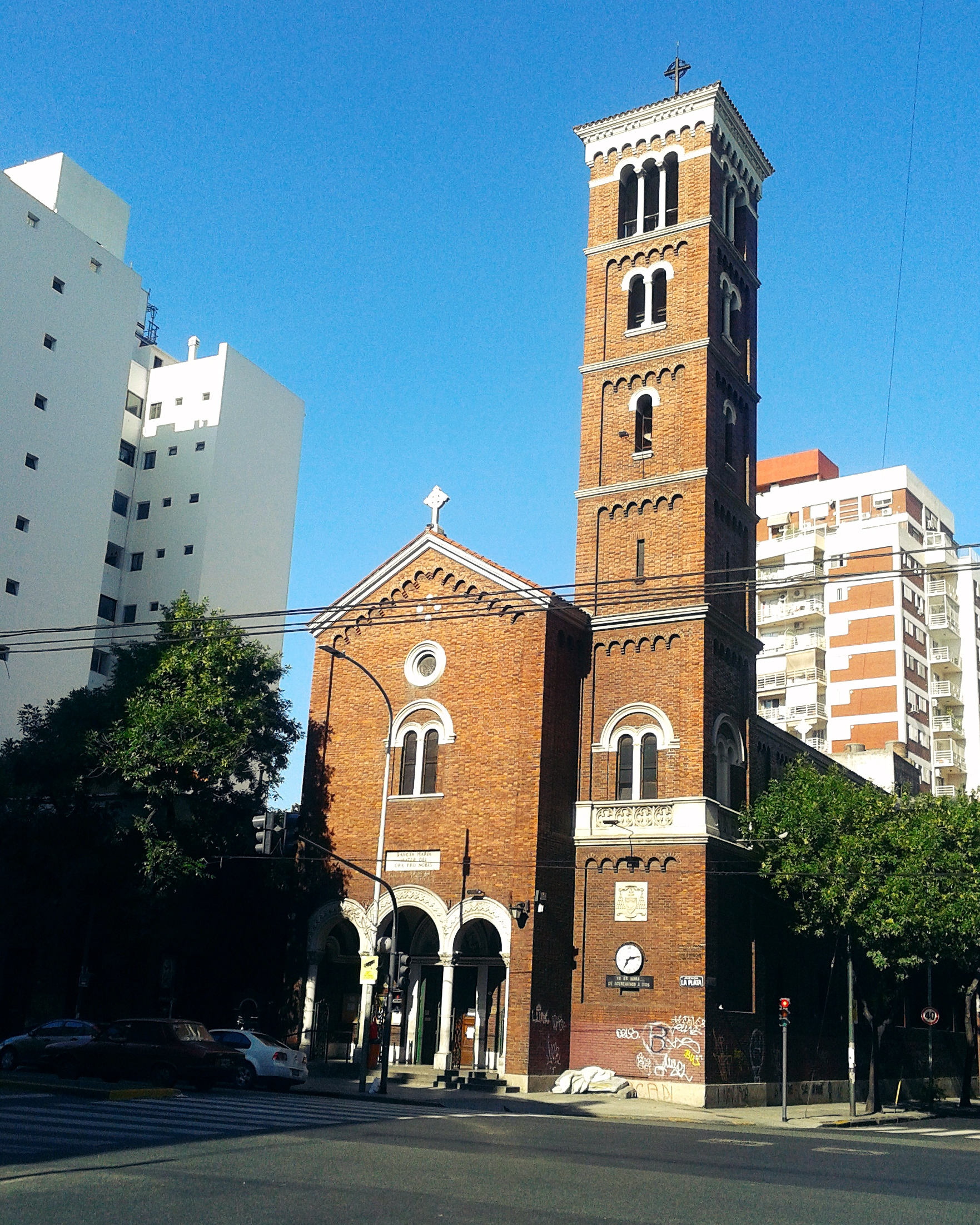
L'église paroissiale de Santa Maria à Buenos Aires

Le miracle eucharistique de Buenos Aires est une série d'événements qui ont eu lieu à Buenos Aires dans l'église de Santa Maria en 1992, 1994 et 1996. Durant ces événements, une substance rouge est apparue sur des parties d'hosties consacrées. Des examens scientifiques menés principalement sur l'événement de 1996 ont reconnu un tissu myocardique de type humain encore vivant quelques années plus tard.
La nature miraculeuse attribuée à ces phénomènes fait l'objet de discussions au sein de la communauté scientifique. Plusieurs biais méthodologiques sont soulignés, pouvant fausser en particulier les résultats de l'analyse d'ADN.

## Les événements

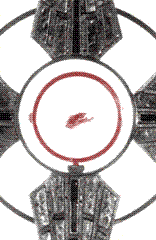
La relique du miracle eucharistique de 1992

### 1992
Le 1er mai 1992, un ministre de l'Eucharistie trouve deux morceaux d'hostie sur le corporal. Le curé de l'époque, Juan Carlomagno, lui demande de les laisser dans un récipient d'eau à l'intérieur du tabernacle pour qu'ils se dissolvent. Une semaine plus tard, le 8 mai (jour de la Vierge de Luján, sainte patronne de l'Argentine), ils constatent dans le récipient des gouttes ressemblant à du sang, et que les morceaux semblent s'être transformés.
Le 10 mai (jour de la fête du Bon Pasteur) deux prêtres voient au cours de la messe des petites taches qui ressemblaient à du sang sur la patène et le corporal.

### 1994
Le 24 juillet 1994, un des ministres extraordinaires de l'Eucharistie remarque ce qui semble être une goutte de sang sur le corporal.

### 1996
Le 15 août 1996, jour de l'Assomption, dans l'église Santa Maria, à la fin de la messe de 19 heures, une fidèle rapporte au prêtre, le père Alejandro Pezet, qu'elle a vu une hostie sale au pied d'un cierge. Le prêtre met l'hostie dans un récipient d'eau pour qu'elle se dissolve,.
Le 26 août, on constate que l'hostie, au lieu de se dissoudre, se transforme en une substance rouge et gélatineuse. La curie diocésaine, en la personne de l'évêque auxiliaire de l'époque Jorge Mario Bergoglio, demande de prendre des photographies de façon professionnelle, qui sont prises le 6 septembre. Les photographies montrent, sans erreur possible, une augmentation de la taille de l'hostie. Selon les témoins oculaires, elle a l'apparence d'un morceau de chair. Pour des raisons qui ne sont pas claires, Jorge Mario Bergoglio décide de garder le silence et fait enfermer l'hostie dans le tabernacle placé sous protection : elle y restera 3 ans.

## Analyses scientifiques
Des examens approfondis sont surtout menés sur le matériau relatif à l'évènement de 1996, mais aussi celui de l'évènement de 1992. Le 5 octobre 1999, le professeur Ricardo Castañon Gomez, en présence des représentants de l'archevêque, prélève un échantillon du matériau,. L'échantillon est transmis au laboratoire de génétique Forensic Analytical de San Francisco, sans que son origine soit précisée. Il est conclu que l'échantillon est négatif au test sanguin, mais que d'infimes quantités d'ADN sont présentes, en quantité insuffisante pour obtenir un profil génétique.
Des échantillons du matériau sont également transmis au professeur Frederick Zugibe de l'université Columbia (New-York), cardiologue et médecin légiste renommé,. Le 26 mars 2005, ses résultats identifient l'échantillon à de la « chair et du sang humain » : selon Zugibe, il s'agissait d'« un fragment du muscle cardiaque trouvé dans la paroi du ventricule gauche, près des valvules »,. Le professeur Zugibe, observant la manière dont les globules blancs ont pénétré dans le tissu myocardique, déclare que "le cœur a été soumis à un stress sévère, comme si son propriétaire avait été sévèrement battu à la poitrine",, ,. Zugibe, affirmant que des globules blancs ne peuvent rester en vie que quelques minutes dans un tissu humain plongé dans l'eau, est étonné de constater que les cellules de l'échantillon « battaient comme le feraient un cœur »,,. Selon Zugibe, il n'y avait « aucun moyen d'expliquer scientifiquement » ces éléments,. Le journaliste australien Mike Willesee (en) est présent lors des déclarations de Zugibe.
Un échantillon est également comparé par le docteur Ricardo Castanon Gomez avec celui du miracle de Lanciano, qui aurait eu lieu vers l'an 700 en Italie et qui a été analysé scientifiquement dans les années 1970,,. Sa conclusion est qu’il s’agit de la même personne.
Si un groupe sanguin est parfois évoqué concernant les hosties de Buenos Aires, il n’a en réalité jamais été testé scientifiquement.
Aucune des analyses suivantes n'a cependant fait l'objet d'une publication dans une revue scientifique ou une maison d'édition d'ouvrages scientifiques.

## Critiques concernant la méthodologie et l'interprétation
Selon Stacy Trasancos, docteur en chimie, l’infime quantité d'ADN trouvée en 1999 s'explique par le fait que l'hostie a été manipulée par divers intermédiaires avant d'être soumis à l'analyse scientifique,.
Certains scientifiques ont émis des réserves quant à la méthodologie employée et à l'interprétation des résultats. Une étude publiée en 2024 dans le Journal of Forensic Science and Research formule plusieurs points critiques :
- L'approche aurait pu être plus objective en sollicitant l'avis de scientifiques d'autres disciplines, notamment des microbiologistes et des mycologues.

- Une étude en aveugle avec des lames de contrôle aurait été plus louable pour éviter tout biais d'interprétation.

- La très faible concentration d'ADN humain détectée pourrait être caractéristique d'une contamination par contact, plutôt que d'une origine miraculeuse.

- L'échantillon contenait également de l'ADN de bonne qualité d'origine non humaine, un fait souvent négligé dans les rapports sur le miracle.

- D'autres sources possibles d'ADN non miraculeuses, telles que les bactéries, les champignons et les plantes (blé), n'ont pas été suffisamment considérées.

Mike Willesee et Ron Tesoriero rapportent que l’équipe de tournage, dont ils font partie ainsi que Ricardo Castanon Gomez, à l'origine de l'enquête sur le miracle de Buenos Aires, a agi sous l'impulsion d'une mystique, Katya Rivas, qui leur a demandé de mener l'enquête de la part de Jésus, avec qui cette dernière prétendait être en contact par télépathie,.

## Position de l'Eglise catholique
Bien qu'il ne soit pas reconnu en tant que tel officiellement par l'Église, le miracle de Buenos Aires fait partie d'un documentaire de 2018 du Dicastère pour la communication du Saint-Siège sur les miracles eucharistiques.